# Cuajimalpa (Los Cuervos)
Cuajimalpa är en ort i Mexiko.   Den ligger i kommunen Villa Guerrero och delstaten Mexiko, i den sydöstra delen av landet, 80 km sydväst om huvudstaden Mexico City. Cuajimalpa ligger 2 489 meter över havet och antalet invånare är 152.
Terrängen runt Cuajimalpa är bergig. Runt Cuajimalpa är det ganska tätbefolkat, med 207 invånare per kvadratkilometer. Närmaste större samhälle är Tenango de Arista, 14,8 km nordost om Cuajimalpa. Omgivningarna runt Cuajimalpa är en mosaik av jordbruksmark och naturlig växtlighet.